# Attila Pintér (1966)
Attila Pintér (* 7. května 1966, Salgótarján) je bývalý maďarský fotbalový obránce a fotbalový trenér. V současnosti vede maďarský klub Györi ETO FC.

## Fotbalová kariéra
Hrál za Ferencvárosi TC, v Belgii za Beerschot Antverpy, Vasas SC, československou ligu za DAC Dunajská Streda, Györi ETO FC a Diósgyöri VTK. V československé lize (debut 21. března 1992) nastoupil v 10 utkáních, odehrál 900 minut a dal 3 góly. Za maďarskou reprezentaci nastoupil ve 20 utkáních a dal 3 góly.

### Ligová bilance
| Ročník                                   | Zápasy | Góly | Klub                |
| ---------------------------------------- | ------ | ---- | ------------------- |
| OTP Bank Liga 1984/85                    | 26     | 1    | Ferencvárosi TC     |
| OTP Bank Liga 1985/86                    | 27     | 5    | Ferencvárosi TC     |
| OTP Bank Liga 1986/87                    | 28     | 1    | Ferencvárosi TC     |
| OTP Bank Liga 1987/88                    | 26     | 4    | Ferencvárosi TC     |
| OTP Bank Liga 1988/89                    | 22     | 4    | Ferencvárosi TC     |
| OTP Bank Liga 1989/90                    | 15     | 1    | Ferencvárosi TC     |
| Jupiler League 1989/90                   | 13     | 4    | Beerschot           |
| OTP Bank Liga 1990/91                    | 22     | 1    | Ferencvárosi TC     |
| OTP Bank Liga 1991/92                    | 16     | 1    | Vasas SC            |
| 1. československá fotbalová liga 1991/92 | 10     | 3    | DAC Dunajská Streda |
| OTP Bank Liga 1992/93                    | 13     | 1    | Györi ETO FC        |
| OTP Bank Liga 1993/94                    | 23     | 3    | Györi ETO FC        |
| OTP Bank Liga 1994/95                    | 2      | 0    | Györi ETO FC        |
| OTP Bank Liga 1994/95                    | 3      | 0    | Vasas SC            |
| CELKEM                                   | 38     | 4    |                     |

## Trenérská kariéra
V maďarské lize trénoval Ferencvárosi TC a Györi ETO FC. V sezóně 2012/13 přivedl Györi ETO FC k ligovému titulu, celkem čtvrtému v historii klubu a prvnímu po 30 letech. V letech 2013–2014 vedl maďarský národní tým.